# 库尔班古力哈吉清真寺
库尔班古力哈吉清真寺是土库曼斯坦马雷的一座清真寺。建于2001年至2009年，库尔班古力·别尔德穆哈梅多夫总统掌权期间。主体建筑由一个圆顶的大厅和四个尖塔组成，礼拜厅上层为女性专用。
该项目由阿什哈巴德建筑师卡卡江·杜尔季耶夫与杜尔力·杜尔季耶夫发起，由于资金不足工期被拖长。2007年，在马雷举行了土库曼斯坦人民委员会，马雷州的居民请求总统协助清真寺的修建。别尔德穆哈梅多夫总统答应将从土库曼斯坦总统慈善基金拨出100万美元用于支持此项目。
该清真寺由土耳其公司修建。于2009年春季开放，以总统库尔班古力·别尔德穆哈梅多夫之名而命名。总统本人出席了清真寺的开幕仪式以及“赛德盖”晚宴。